# Miriam Burland
Miriam Seymour Burland (Montreal, 1902 – Ottawa, 1 de abril de 1996) fue una astrónoma canadiense. Fue la primera mujer en la plantilla del Observatorio Dominion, cuando se incorporó a la División de Astrofísica en 1927.

## Trayectoria
Era la hija de Bertha Belasco y de Benjamin Burland. Su madre participó activamente en la vida social de Saint-Lambert, como fundadora del Tuesday Musical Club, y de la asociación Christmas Tree League. Burland asistió al Instituto Longueuil de Montreal y estudió matemáticas y física en la Universidad McGill, donde también era una ávida jugadora de hockey sobre hielo. Se formó como astrónoma en McGill, con Vibert Douglas.

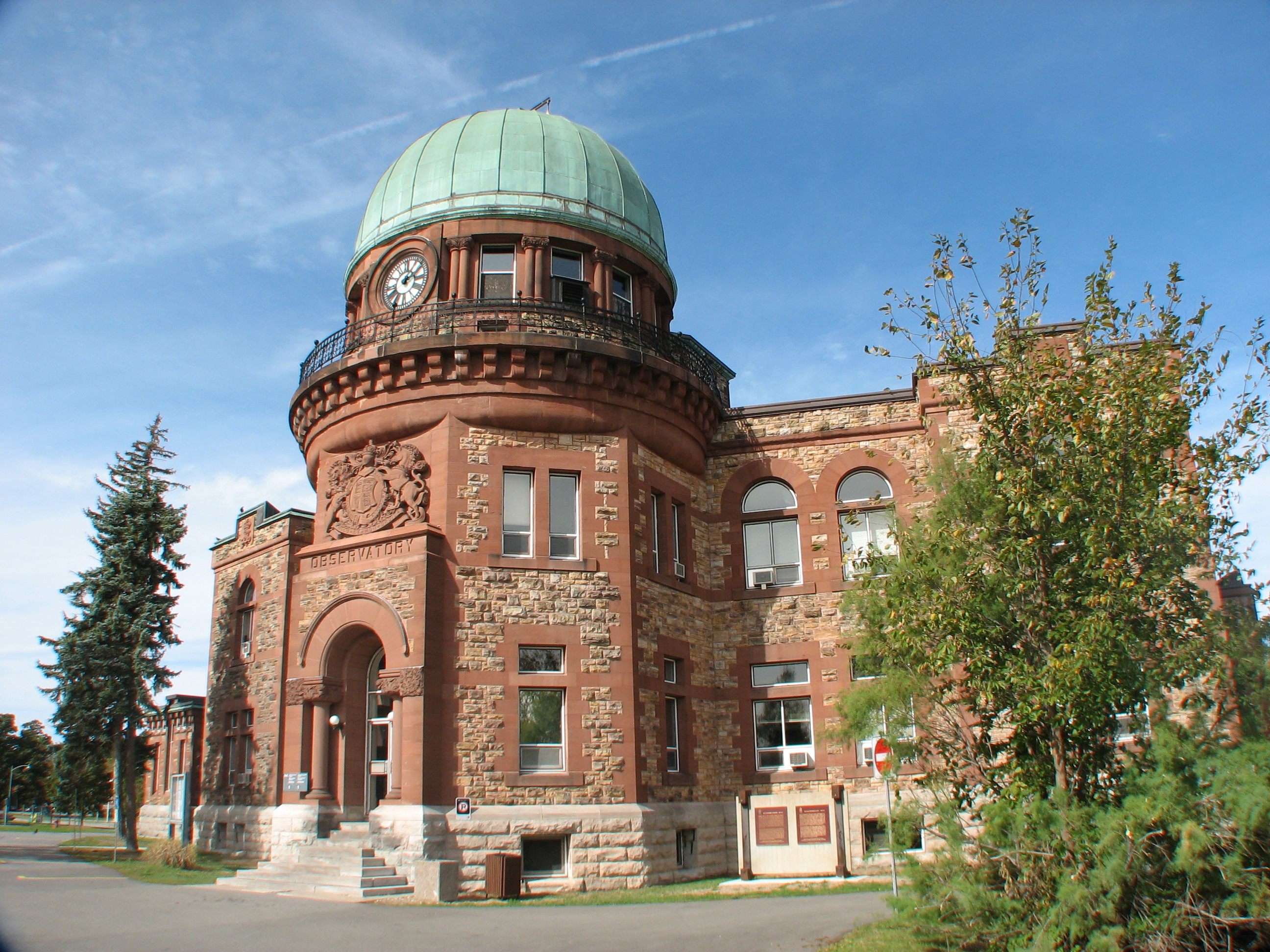
El Observatorio Dominion, donde Burland desarrolló su carrera como astrónoma.

Burland se unió a la División de Astrofísica del Observatorio Dominion en 1927, y fue la primera mujer en formar parte de la plantilla. En la década de1930 ocupó puestos de liderazgo en el Centro de Ottawa de la Real Sociedad Astronómica de Canadá (RASC), incluyendo  un mandato como presidenta. Trabajó en fotometría fotoeléctrica de las variables cefeidas, y más tarde estudió los meteoros. Formó parte de tres equipos de científicos que observaron importantes eclipses solares en Canadá, en 1932, 1954, y 1962.
Desde mediados de los años 50, siendo la única astrofísica del personal, actuó como enlace de educación e información del observatorio, recopilando informes, organizando visitas públicas, y respondiendo a consultas. Junto a Peter Millman, coordinó un programa de observación de meteoros en Canadá para el Año Geofísico Internacional (1957-1958). En 1960, fue una de las representantes del observatorio en la inauguración del Dominion Radio Astrophysical Observatory en la Columbia Británica.
En la década de 1960, formó parte del Comité Nacional para Canadá en la Unión Astronómica Internacional. Colaboró regularmente en la revista Journal of the Royal Astronomical Society of Canada. 

## Reconocimientos
En 1963, Burland recibió el Premio al Servicio de la Real Sociedad Astronómica de Canadá (RASC). "Sé que hay cinco doctores que se convirtieron en científicos gracias a las visitas al Observatorio y a mi interés por sus carreras", declaró con motivo de su jubilación del Observatorio Dominion en 1967.

## Publicaciones
Entre las publicaciones de Burland figuran "Combined Radar, Photographic and Visual Observations of the Perseid Meteor Shower of 1947" (Nature 1948, con Peter Millman y D. W. R. McKinley), y "Wave Lengths, Equivalent Widths, and Line Profiles in the Spectrum of the Star H. D. 190073" (Canadian Journal of Research 1949, con C. S. Beals).

## Vida personal
Miriam Seymour Burland participó activamente en el Zonta Club en Ottawa, y fue su presidenta en 1941. Murió en 1996, con 93 años, en Ottawa.